# Nazionali di calcio femminile
Elenco delle nazionali di calcio femminile suddivise per confederazione di appartenenza.

## AFC (Asia)
- Australia
- Bahrein
- Bangladesh
- Bhutan
- Birmania
- Cina
- Corea del Nord

- Corea del Sud
- Emirati Arabi Uniti
- Filippine
- Giappone
- Giordania
- Guam
- Hong Kong
- Indonesia

- India
- Iran
- Kirghizistan
- Libano
- Maldive
- Malaysia
- Mongolia
- Nepal

- Palestina
- Singapore
- Sri Lanka
- Tagikistan
- Taipei cinese
- Thailandia
- Uzbekistan
- Vietnam

Hanno giocato meno di 5 partite ufficiali o sono inattive da più di 18 mesi, quindi fuori dal ranking FIFA:
- Cambogia
- Iraq
- Kuwait

- Laos
- Macao

- Pakistan
- Qatar

- Siria
- Timor Est

Inattive, non affiliate alla FIFA e/o non esistenti:
- Afghanistan
- Arabia Saudita[2]
- Isole Marianne Settentrionali[3]

- Oman

- Turkmenistan

- Yemen

## CAF (Africa)
- Algeria
- Angola
- Botswana
- Burkina Faso
- Camerun
- Costa d'Avorio
- Comore
- eSwatini
- Etiopia

- Gabon
- Gambia
- Ghana
- Guinea Equatoriale
- Kenya
- Lesotho
- Madagascar
- Malawi

- Mali
- Marocco
- Mauritius
- Mozambico
- Namibia
- Nigeria
- RD del Congo
- Rep. del Congo

- Ruanda
- Senegal
- Sudafrica
- Tanzania
- Tunisia
- Uganda
- Zambia
- Zimbabwe

Hanno giocato meno di 5 partite ufficiali o sono inattive da più di 18 mesi, quindi fuori dal ranking FIFA:
- Benin
- Burundi
- Egitto

- Eritrea
- Guinea
- Guinea-Bissau

- Liberia
- Libia
- Niger

- Rep. Centrafricana
- Sierra Leone
- Togo

Inattive, non affiliate alla FIFA e/o non esistenti:
- Ciad
- Gibuti
- Mauritania

- La Riunione[3]
- São Tomé e Príncipe
- Seychelles

- Somalia
- Sudan

- Sudan del Sud
- Zanzibar[3]

## CONCACAF (Nord, Centro America e Caraibi)
- Antigua e Barbuda
- Aruba
- Barbados
- Belize
- Bermuda
- Canada
- Costa Rica
- Cuba

- Curaçao
- Dominica
- El Salvador
- Giamaica
- Grenada
- Guatemala
- Guyana

- Haiti
- Honduras
- Isole Vergini Americane
- Messico
- Nicaragua
- Panama
- Porto Rico

- Rep. Dominicana
- Saint Lucia
- Saint Kitts e Nevis
- Saint Vincent e Grenadine
- Stati Uniti
- Suriname
- Trinidad e Tobago

Hanno giocato meno di 5 partite ufficiali o sono inattive da più di 18 mesi, quindi fuori dal ranking FIFA:
- Anguilla
- Guadalupa[3]

- Isole Cayman
- Isole Vergini Britanniche

- Martinica[3]

- Turks e Caicos

Inattive, non affiliate alla FIFA e/o non esistenti:
- Bahamas
- Bonaire[3]

- Guyana francese[3]
- Montserrat

- Saint-Martin

- Sint Maarten

## CONMEBOL (Sud America)
- Argentina
- Bolivia
- Brasile

- Cile
- Colombia
- Ecuador

- Paraguay
- Perù

- Uruguay
- Venezuela

## OFC (Oceania)
- Figi
- Isole Cook
- Isole Salomone

- Nuova Caledonia
- Nuova Zelanda
- Papua Nuova Guinea

- Samoa
- Samoa Americane
- Tahiti

- Tonga
- Vanuatu

## UEFA (Europa)
- Albania
- Andorra
- Armenia
- Austria
- Azerbaigian
- Belgio
- Bielorussia
- Bosnia ed Erzegovina
- Bulgaria
- Cipro
- Croazia
- Danimarca
- Estonia

- Fær Øer
- Finlandia
- Francia
- Galles
- Georgia
- Germania
- Grecia
- Inghilterra
- Irlanda
- Irlanda del Nord
- Islanda
- Israele
- Italia

- Kazakistan
- Kosovo
- Lettonia
- Lituania
- Lussemburgo
- Macedonia del Nord
- Malta
- Moldavia
- Montenegro
- Norvegia
- Paesi Bassi
- Polonia
- Portogallo

- Rep. Ceca
- Romania
- Russia
- Scozia
- Serbia
- Slovacchia
- Slovenia
- Spagna
- Svezia
- Svizzera
- Turchia
- Ucraina
- Ungheria

Inattive:
- Gibilterra

- Liechtenstein

- San Marino